# Seaman 2
Seaman 2 è un videogioco sviluppato da Vivarium e distribuito da SEGA il 18 ottobre del 2007 per la sola console Playstation 2.
È il capitolo successivo di Seaman, uscito per il Sega Dreamcast nel 1999.

## Trama
In questo gioco, il giocatore si personifica come una sorta di dio a capo di un'isola miniaturizzata, con l'intento di far crescere ed evolvere un personaggio di nome Gabo, un uomo alto all'incirca 20 cm; comunicando con esso attraverso il DualShock e un microfono collegato a parte.

## Modalità di gioco
Il gameplay di Seaman 2 non è molto diverso dal suo precedente Seaman; Si differenzia nelle caratteristiche fisiologiche differenti delle creature e dal gameplay stesso, fatto sta, che se nella versione precedente il giocatore interpretava solo il ruolo di un allevatore di pesci, nel sequel invece quella di una e vera propria divinità in grado di modificare il suo habitat naturale fornendoli a lui vari materiali per permettere la sua evoluzione.